# La Granada
La Granada è un comune spagnolo di 1 432 abitanti situato nella comunità autonoma della Catalogna.